# Klaus Günther (Fußballspieler)
Klaus Günther (* 12. Januar 1941) war Fußballtorwart in der DDR und nach seiner Flucht aus der DDR in der Bundesrepublik. Für Lok Stendal und Chemie Leipzig  spielte er in der DDR-Oberliga. Mit Chemie wurde Günther 1964 DDR-Meister und gewann 1966 den DDR-Fußballpokal. Nach einem Europacup-Spiel 1966 gegen Standard Lüttich blieb er im Westen und spielte beim Bundesligisten Borussia Dortmund.

## Sportliche Laufbahn
Der 1,80 m große Günther begann seine Fußballer-Karriere in den Jahren 1960 und 1961 bei der drittklassigen BSG Aktivist Böhlen. In der Saison 1961/62 bestritt er zwei Spiele für Lok Stendal in der DDR-Oberliga, kehrte aber nach einem Jahr wieder zur BSG Aktivist Böhlen zurück.

### Oberligatorhüter bei der BSG Chemie Leipzig
Als Böhlen nach Abschaffung der II. DDR-Liga in die Bezirksliga Leipzig zurückgestuft wurde, wechselte Günther im Sommer 1963 zum Oberligisten BSG Chemie Leipzig. Die BSG Chemie war im Zuge der Neuordnung des Leipziger Fußballs zum Sammelbecken der nicht förderungswürdigen Spieler der aufgelösten Klubs SC Lokomotive und SC Rotation geworden, während dem SC Leipzig die angeblich besten Leipziger Fußballspieler zugewiesen wurden. Günther war von Beginn an der Stammtorwart bei Chemie Leipzig, absolvierte in der ersten Saison 19 von 26 ausgetragenen Oberligapunktspielen. Am Ende der Saison war der „Rest von Leipzig“ überraschend DDR-Meister geworden. Am dritten Platz nach der Saison 1964/65 war Günther ebenfalls mit 16 Oberligaeinsätzen beteiligt. Auch in den beiden Europapokalspielen gegen Vasas Győr (0:2, 2:4) wurde er eingesetzt. In der Saison 1965/66 holte sich Chemie Leipzig seinen zweiten Titel binnen drei Jahren. Am 30. April 1966 gewannen die Chemiker mit Günther im Tor das Endspiel um den DDR-Fußballpokal durch einen 1:0-Sieg über Lok Stendal. Zuvor hatte Günther in der Oberligasaison 20-mal das Tor gehütet.

### Flucht aus der DDR
Durch den Pokalgewinn hatte sich BSG Chemie Leipzig für den Wettbewerb um den Europapokal der Pokalsieger 1966/67 qualifiziert. Günther galt der Stasi wegen eines Onkels in der Bundesrepublik als fluchtverdächtig. Da sich sein Trainer Alfred Kunze jedoch für ihn verbürgte, erteilten ihm die zuständigen Behörden den Status als Reisekader und er erhielt einen DDR-Reisepass. Chemie überstand die erste Runde gegen Legia Warschau und verlor in der zweiten Runde (0:1) gegen Standard Lüttich das Duell und seinen Torwart: Günther stand zwar in allen vier Europapokalspielen im Tor, setzte sich aber nach dem Rückspiel gegen Lüttich am 14. Dezember 1966 im Transitraum des Flughafens Amsterdam Schiphol von seiner Mannschaft ab. Er reiste in die Bundesrepublik, wo er sich bei seinem Onkel in Gaggenau niederließ. Die Stasi versuchte ihn unter Zusicherung freien Geleites in die DDR zurückzulocken, was er freilich ablehnte. Erfolglos war auch der letzte Versuch des DDR-Regimes: Günthers Vater wurde nach Gaggenau geschickt, um den Sohn zur Rückkehr in den Osten zu überreden. Nach Ablauf seiner einjährigen Sperre wegen des Fußballverband-Wechsels spielte Günther bis 1971 für den Bundesligisten Borussia Dortmund. Danach kehrte er nach Gaggenau zurück.

### Torwart bei Borussia Dortmund
Bei der Borussia stand er die Saison 1968/69 bei 22 der 34 Punktspiele auf dem Platz. Nach dem 1. Spieltag der Saison 1969/70 musste Günther drei Monate pausieren und absolvierte anschließend sieben Bundesligaspiele. Seine letzte Saison bei Borussia Dortmund bestritt der inzwischen 30-Jährige 1970/71. Inzwischen hatte ihm der sieben Jahre jüngere Jürgen Rynio den Rang abgelaufen und er kam in dieser Spielzeit nur noch in acht Bundesligaspielen zum Einsatz. Nach 66 Erstligaeinsätzen in der DDR und 39 Bundesligaspielen verabschiedete sich Günther daraufhin vom Leistungssport und spielte als Freizeitsportler noch bis 1972 beim VfB Gaggenau.